# Сборная Республики Корея по биатлону
Сборная Республики Корея по биатлону — национальная спортивная команда, представляющая Республику Корея на различных соревнованиях по биатлону — виде зимнего олимпийского спорта, сочетающего в себе совокупность лыжных гонок и стрельбы из винтовки.
В 2016—2017 годах для подготовки к Олимпийским играм 2018 года сборная пополнилась российским тренером, врачом и четырьмя бывшими российскими биатлонистами, не получившими квоты на Кубок Мира по биатлону.

## Состав
Составы сборных команд на сезон 2020/2021:
- Главный тренер — Андрей Прокунин

Мужская сборная
- Тимофей Лапшин дискафицированный
- Александр Стародубец
- Ли Ин Бок[англ.]
- Вон Ву Чжин
- Ким Ён Гю

Женская сборная
- Анна Фролина
- Екатерина Аввакумова
- Мун Джи Хи
- Хван Хэ Сук[англ.]
- Ко Ын Чжон[англ.]

## Республика Корея на Олимпийских играх

### Олимпийские игры 2018
Основываясь на выступлении национальной команды на Кубке мира по биатлону 2016/2017, Республика Корея квалифицировала на соревнования 5 женщин и получила одно место в мужской дисциплине как страна, принимающая Игры.
| Спортсмен                                               | Соревнование                   | Время     | Промахи     | Место |
| ------------------------------------------------------- | ------------------------------ | --------- | ----------- | ----- |
| Тимофей Лапшин                                          | Спринт (мужчины)               | 24:22.6   | 1 (0+1)     | 16    |
| Тимофей Лапшин                                          | Гонка преследования (мужчины)  | 35:50.7   | 4 (1+0+2+1) | 22    |
| Тимофей Лапшин                                          | Индивидуальная гонка (мужчины) | 50:28.6   | 1 (0+1+0+0) | 20    |
| Тимофей Лапшин                                          | Масс-старт (мужчины)           | 38:07.4   | 1 (0+1+0+0) | 25    |
| Екатерина Аввакумова                                    | Спринт (женщины)               | 26:24.9   | 6 (3+3)     | 87    |
| Екатерина Аввакумова                                    | Индивидуальная гонка (женщины) | 44:25.3   | 1 (0+0+1+0) | 16    |
| Анна Фролина                                            | Спринт (женщины)               | 22:56.9   | 3 (2+1)     | 32    |
| Анна Фролина                                            | Гонка преследования (женщины)  | 36:14.2   | 8 (1+2+2+3) | 50    |
| Анна Фролина                                            | Индивидуальная гонка (женщины) | 47:50.4   | 5 (1+0+1+3) | 61    |
| Чон Чжу Ми                                              | Индивидуальная гонка (женщины) | 53:32.8   | 6 (2+2+0+2) | 78    |
| Ко Ын Чжон                                              | Спринт (женщины)               | 25:12.1   | 2 (1+1)     | 78    |
| Мун Джи Хи                                              | Спринт (женщины)               | 25:26.6   | 6 (2+4)     | 82    |
| Мун Джи Хи                                              | Индивидуальная гонка (женщины) | 50:21.5   | 7 (0+3+2+2) | 78    |
| Екатерина Аввакумова Анна Фролина Ко Ын Чжон Мун Джи Хи | Эстафета (женщины)             | 1:20:20.6 | 22 (5+17)   | 18    |

## Республика Корея на чемпионатах мира

### Азиатские игры
- 2017 —  в мужской гонке преследования на 12,5 км (Ким Ён Гю)
- 2003 —  в мужской эстафете 4×7,5 км
- 1999 —  в мужской эстафете 4×7,5 км,  в женской эстафете 4×7,5 км
- 1990 —  в мужской эстафете 4×7,5 км
- 1986 —  в мужской эстафете 4×7,5 км